# ابگانگ
ابگانگ (به لاتین: Abegong) در میانمار است که در ایالت کاچین واقع شده‌است.